# Panthera dhokpathanensis
Panthera dhokpathanensis — вимерлий доісторичний вид котів з роду Panthera. Він був описаний у 1986 році на основі скам'янілостей, знайдених у Сіваліках у Пакистані.